# Feldelektronenmikroskop

Ansicht des Schirmbildes beim Feldemissionsmikroskop (Schulversuch)

Das Feldelektronenmikroskop (auch: Feldemissionsmikroskop, selten: Spitzenübermikroskop) gehört zu den hochauflösenden Mikroskopen, mit denen eine räumliche Auflösung im atomaren Bereich möglich ist. So können in zu untersuchenden Proben Atome sichtbar gemacht werden.
Dieses Instrument ist 1936 von Erwin Wilhelm Müller entwickelt worden.

## Aufbau
Im Prinzip besteht dieses Instrument aus einem hochevakuierten Glaskolben, der als Anode fungiert. In diesem befindet sich eine feine Spitze (ihr Durchmesser ist kleiner als die Wellenlänge des sichtbaren Lichtes, er beträgt einige nm) – zum Beispiel eine Wolfram-Nadel – welche die Kathode darstellt. Ein Potentialunterschied von einigen Kilovolt zwischen Kathode und Anode erzeugt ein annähernd kugelsymmetrisches elektrisches Feld. Bei Feldstärken von über 109 V/m werden Elektronen aus der Kathode ausgelöst (Feldemission, begünstigt durch den Tunneleffekt) und zur Anode hin beschleunigt. Auf einer lumineszierenden Schicht im Glaskolben erscheint dann ein millionenfach vergrößertes Bild der Kathodenspitze.

## Funktionsweise

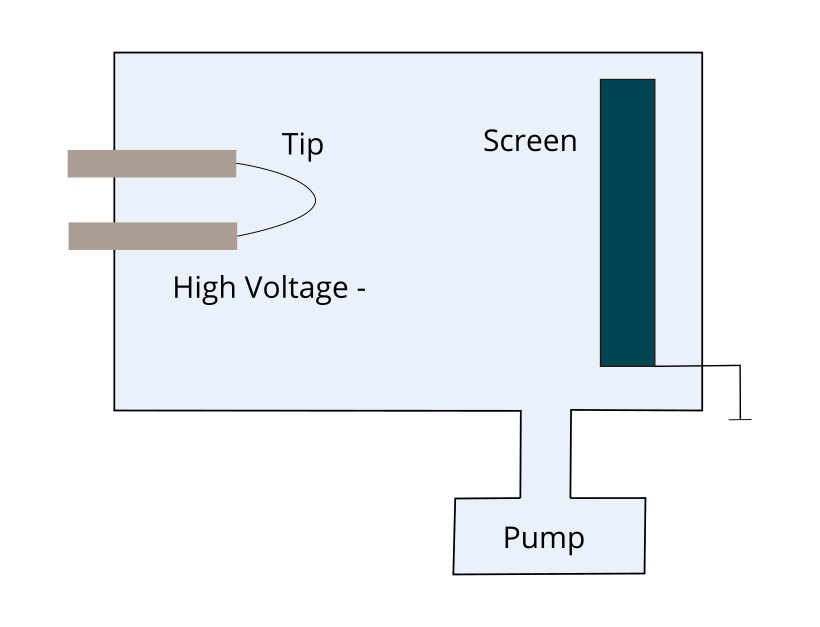
Schema eines Feldelektronenmikroskops

Auf dem Schirm sieht man eine Art Abbild der atomaren Struktur des Kathoden-Kristalls, denn an Stellen der Nadelspitze, wo die Austrittsarbeit ein Minimum annimmt, treten besonders viele Elektronen aus. Auf Grund der Entfernung zwischen Kathode und Anode sowie der Kugelsymmetrie erhält man auf dem Leuchtschirm ein Muster, das die vergrößerte Spitze darstellt. Die Vergrößerung kann bis zu 500.000 betragen.
Wenn man andere Stoffe – zum Beispiel Barium – auf die Spitze aufdampft, kann man ein Bild einzelner solcher Atome auf der Spitze erhalten und auch die Wärmebewegung dieser Atome sichtbar machen.
Das Einbringen von Heliumgas bewirkt, dass im starken Feld der Nadelspitze dem Helium ein Elektron entrissen und das positive Helium-Ion zur lumineszierenden Schicht hin beschleunigt wird. Da die De-Broglie-Wellenlänge der Helium-Ionen kleiner ist als die der Elektronen, wird bei geringer Temperatur das Auflösungsvermögen gesteigert. So können Vergrößerungen bis zum 2.000.000-fachen erreicht werden. Der ganze Aufbau erinnert dann an ein Helium-Ionen-Mikroskop; bei diesem ist allerdings nicht die Kathode das vergrößert abzubildende Objekt, sondern der erzeugte Heliumionen-Strahl trifft auf das zu untersuchende Objekt.

## Verwandte hochauflösende Mikroskoptypen
- Transmissions-Elektronenmikroskop
- Raster-Elektronenmikroskop
- Rastertunnelmikroskop
- Rasterkraftmikroskop
- Helium-Ionen-Mikroskop
- Focused-Ion-Beam-Mikroskop
- Feldionenmikroskop